# Helga Schneider (Dichterin)
Helga Schneider (* 15. März 1940 in Kaiserslautern) ist eine deutsche Lehrerin und Pfälzer Mundartdichterin.

## Leben
Helga Schneider wuchs in Heiligenmoschel auf und führte schon als Kind Diskussionen mit ihrer ostpreußischen Großmutter um die richtige Aussprache, zwischen Hochdeutsch und nach ihrer Sicht korrekten nordwestpfälzischen Mundart. In der Volksschule lernte sie z. B. Gedichte von Daniel Kühn, Karl Räder oder Lina Sommer auswendig, diese trug sie auch in Pausen im Schultheater oder auf Weihnachtsmärkten vor. Besonders beschäftigte sie der Verlust ihres Vaters, der in der Sowjetunion verschollen blieb.
Nach ihrem Abitur am Institut der Franziskanerinnen in ihrer Heimatstadt studierte sie an der Pädagogischen Hochschule Kaiserslautern. Sie wurde Lehrerin und unterrichtete in Erfenbach und dann an der Luitpoldschule in Kaiserslautern bis zu ihrer Pensionierung 1999.
Ab 1990 begann sie Mundart zu schreiben. Sie verfasste viele Theaterstücke, übersetzte auch einige von Hochdeutsch in Mundart, so erhielt sie den Sonderpreis des SWR und der Stadt Frankenthal für die Übertragung von H. v. Kleists Der zerbrochene Krug ins Pfälzische. Daneben schrieb sie Psalmen und Texte für Gottesdienste, hier zeigt sich ihre religiöse Seite.
Sie ist Mitglied der Autorengruppe Kaiserslautern, des Literarischen Vereins der Pfalz und der Bosener Gruppe, dort nahm sie an Mundartsymposien der Bosener Mühle teil. 2018 beteiligte sie sich an 'PingPong', einem Gemeinschaftsprojekt der Künstlerwerkgemeinschaft und Autorengruppe Kaiserslautern.
Helga Schneider gilt aufgrund einer Statistik unter Berücksichtigung der vier bekanntesten Mundartwettbewerbe als erfolgreichste Dichterin der Pfalz mit den meisten ersten Preisen.
Laut Rudolf Post hat Helga Schneider „durch ihre Sprach- und Formkunst mit dazu beigetragen, dass heute Gedichte und Texte in Pfälzisch gleichberechtigt neben solchen in der Standardsprache akzeptiert werden und bestehen können“.
Ihre Werke finden sich in zahlreichen Anthologien, Jahrbüchern oder Zeitschriften.
Sie ist verheiratet, hat zwei erwachsene Kinder und lebt in Kaiserslautern.
Marliese Fuhrmann äußerte sich folgendermaßen über die Mundartdichterin:
„Mundart is annerscht, orre kann annerscht sei, so wie die vun de Helga Schneider.... An de Helga Schneider ehre Gedichte sieht mer, fer was die Mundart gut is, fer was mer se neerisch braucht.“

## Werke
- Vom Klang der Welten und Zeiten, Gedichte. Anthologie. Wellhöfer Verlag 2019. ISBN 978-3-95428-265-4.
- Wackestää un Sääfeblose, Maierdruck, Lingenfeld 2013.
- Hörbuch Reitschulrääs, 2 CDs, 2000.
- Reitschulrääs, Gondrom, Kaiserslautern 1999, ISBN 978-3888745195.
- Glaswelte, cjm, Speyer, 1993, ISBN 9783929015140.

## Auszeichnungen
- 2020 Preis der Emichsburg[5]
- 2014 Dannstadter Höhe (Lyrik)[6]
- 2013 Dannstadter Höhe (Lyrik)
- 2013 Sickinger Mundartdichter-Wettstreit (Lyrik)
- 2010 Dannstadter Höhe (Lyrik)
- 2009 Saarländischer Mundartpreis (Lyrik)
- 2009 LOTTO-Kunstpreis Rheinland-Pfalz
- 2009 Preis des Saarländischen Rundfunks SR
- 2005 Sickinger Mundartdichter-Wettstreit (Prosa)
- 2004 Dannstadter Höhe (Prosa)
- 2003 Völklinger Platt (Sonderpreis Kurztext)
- 2001 Dannstadter Höhe (Lyrik)
- 2001 Sickinger Mundartdichter-Wettstreit (Prosa)
- 1999 Sickinger Mundartdichter-Wettstreit (Lyrik)
- 1999 Dannstadter Höhe (Lyrik)
- 1997 Dannstadter Höhe (Prosa)
- 1996 Dannstadter Höhe (Lyrik)
- 1995 Dannstadter Höhe (Lyrik)
- 1993 Goldener Schnawwel (Mundartpreis des Saarländischen Rundfunks)
- 1993 Dannstadter Höhe (Lyrik)
- 1991 Bockenheimer Mundartdichterwettstreit/Dr.-Wilhelm-Dautermann-Preis
- 1991 Sonderpreis des Kultur- und Heimatkreises Dannstadter Höhe e. V.

## Nachweise
1. ↑  Helga Schneider. In: die Bosener Gruppe. Karin Klee, abgerufen am 13. April 2021.
2. ↑  Deutsche Biographie: Schneider, Helga - Deutsche Biographie. Abgerufen am 12. April 2021.
3. ↑  Bibliothek - DLA Marbach. Deutsches Literaturarchiv Marbach, abgerufen am 13. April 2021.
4. ↑  Schneider. Abgerufen am 12. April 2021.
5. 1 2  Bosener Gruppe. Abgerufen am 15. April 2021.
6. ↑  Beiträge 2014 | VG Dannstadt Schauernheim. Abgerufen am 26. April 2021.

| Personendaten    | Personendaten                          |
| ---------------- | -------------------------------------- |
| NAME             | Schneider, Helga                       |
| KURZBESCHREIBUNG | deutsche Lehrerin und Mundartdichterin |
| GEBURTSDATUM     | 15. März 1940                          |
| GEBURTSORT       | Kaiserslautern                         |